# The Transporter Refueled
The Transporter Refueled  (Originaltitel: Le Transporteur : Héritage) ist ein französischer Actionfilm von Camille Delamarre aus dem Jahr 2015. Der Film ist der vierte Teil in der Transporter-Filmreihe und zugleich ein Reboot des Franchise: So übernimmt in diesem Film Ed Skrein die Hauptrolle Frank Martin, die in den ersten drei Filmen von Jason Statham verkörpert wurde. Das Drehbuch des Films stammt von Bill Collage, Adam Cooper und Luc Besson, der den Film wie schon dessen Vorgänger produzierte.

## Handlung
Frank Martin, ein ehemaliger Special-Ops-Söldner, führt um die Jahrtausendwende für zwielichtige Kunden mit seinem Audi S8 den sicheren und diskreten Transport von Personen oder (nicht zu großen) Gegenständen an der Côte d’Azur durch. Während ihn sein Vater Frank Martin Senior, ein ehemaliger MI6-Agent, besucht, erhält er von der Femme fatale Anna den Auftrag, sie und zwei Pakete am Folgetag vor einer Bank in Monte Carlo abzuholen. Anna plant zusammen mit drei Kolleginnen und Freundinnen (Gina, Maria und Qiao) einen Rachefeldzug gegen ihren langjährigen Zuhälter Karasov und seine Freunde Imasov und Yuri, weshalb sie zusammen mit Qiao auch Karasovs Vermögensverwalter tötet. 
Vor der Bank steigt nicht nur Anna ein, sondern auch Maria und Quiao, die Anna als die Pakete definiert. Da das nicht Franks Verständnis des Auftrags entspricht, fährt er erst los, als Anna ihm zeigt, dass sie seinen Vater entführt haben. Die Flucht gelingt, und im Versteck der vier eröffnet ihm Anna, dass er noch einen weiteren Transport durchführen müsse. Zuerst weigert sich Frank. Nach dem Hinweis, dass sie seinem Vater ein langsam wirkendes Gift, dessen Gegenmittel nur sie kennen, verabreicht hätten, erklärt er sich zur Mitarbeit bereit. Währenddessen stellen Karasov und seine Mätresse Maïssa, ebenfalls ehemalige Prostituierte, fest, dass in der Bank nur ein Notizbuch gestohlen wurde, und dass Frank, den Karasov aus seiner Militärzeit kennt, beteiligt war. 
Während einer Rave-Party im Club von Imasov setzen sie mit zuvor gestohlenem Betäubungsgas alle Anwesenden außer Gefecht und räumen Imasovs Bankkonten mithilfe seines Fingerabdrucks leer. Gleichzeitig besorgen sich Frank senior und Maria in Yuris Flugzeug dessen Fingerabdrücke, um auf dessen Konto zuzugreifen. Dabei wird Maria angeschossen und von Frank in das Versteck zurückgebracht. Als Vater und Sohn dort erfahren, dass das Gift nicht existiert, verlassen sie die vier Frauen.
Von Yuri und Imasov wegen der Frauen und Frank befragt, lässt Karasov Frank senior entführen und veranlasst Frank so dazu, mit Anna, Maria und Qiao (Gina scheint die Gruppe bereits verlassen zu haben) zu seiner Yacht zu kommen. Auch Yuri und Imasov sind an Bord und beschuldigen Karasov, sie zu bestehlen. Das wird von Anna unterstützt, die behauptet, Karasov habe sie angewiesen, das Geld zu stehlen. Karasov zeigt daraufhin sein Konto vor, auf das jedoch Gina kurz zuvor alles gestohlene Geld transferiert hat. Es kommt zu einem Schusswechsel, bei dem auch Maria und Qiao sterben. Gina transferiert das Geld zurück auf Annas Konto, bevor sie von Maïssa angeschossen wird, diese erwürgt und dann selbst stirbt. Frank stellt Karasov an einem Steilhang, wo Anna ihn erschießt. Anschließend überzeugt er Anna davon, ihre Rachepläne aufzugeben. 
Einen Monat später verteilt Anna den Großteil des gestohlenen Geldes an die Familien ihrer Freundinnen sowie Frank Junior und Senior.

## Kritiken
Der Film wurde in den Vereinigten Staaten sowohl vom Publikum als auch von den Kritikern negativ aufgenommen. In der Internet Movie Database bewerteten die Nutzer den Film mit 5,1 von 10 Punkten (Stand: 12. Oktober 2017). Bei Rotten Tomatoes erhielt der Film nur 17 % positive Bewertungen, basierend auf 89 ausgewerteten Kritiken. Zusammenfassend heißt es dort: „Neben ein paar ordentlichen Actionsequenzen hat The Transporter Refueled wenig zu bieten, so dass der Titel des Reboots sich eher nach einem Wunsch anhört.“ (“The Transporter Refueled has little to offer beyond a handful of decent action sequences, leaving this reboot’s title feeling more like wishful thinking than a restatement of purpose.”)

„Das „Transporter“-Comeback startet mit einer wilden Verfolgungsjagd, fällt dann aber stark ab. Die Prügelszenen sind zwar nach wie vor perfekt choreografiert, doch die Handlung ist fade, und einige Szenen sind auf geradezu dümmliche Weise sexistisch. Der Nordire Ray Stevenson verleiht dem Machogetöse in der Rolle von Franks Vater wenigstens etwas Witz und Charme, während Skrein mit stoischer Miene Russkis verkloppt und am Steuer wahre Kunststücke wie das „Entkorken“ von Hydranten an einem Kreisel vollbringt, was die verfolgenden Motorradpolizisten aus dem Sattel haut. Der Film ist in Maßen unterhaltsam, aber es stellt sich doch die Frage, ob eine Reaktivierung des rasenden Kurierboten wirklich nötig war.“

„Der furios inszenierte Actionfilm handelt die angespielten Themen von Mädchenhandel, Schuld und Rache nur oberflächlich ab. Stattdessen verwendet er seine ganze Energie auf die Ausgestaltung von tollkühnen Verfolgungsjagden, Nahkämpfen und originell inszenierten Kabinettstückchen.“